# Сомбререте (муниципалитет)
Сомбререте (исп. Sombrerete) — муниципалитет в Мексике, входит в штат Сакатекас. Население 61 652 человека.